# バディ・オースチン
"キラー" バディ・オースチン（"Killer" Buddy Austin、本名：Austin Wesley Rogers、1930年2月27日 - 1981年8月12日）は、アメリカ合衆国のプロレスラー。生年は1926年、1928年、1933年など諸説ある。
ドリル・ア・ホール・パイルドライバーの名手として知られ、この技で1956年にアル・スミス、1957年にジョージ・サイモンという2人の対戦相手を死亡させたとして「キラー（殺し屋）」の異名が付けられたが、このリング禍は虚構であり、実際にはそのような事故は起きていない。

## 来歴
昭和期からの日本におけるプロフィールでは、ハイスクール時代にボクシングを始め、海軍時代にレスリングの太平洋チャンピオンとなり、除隊後はボクサーとしてAAUにも出場した、などとされている。
1956年（1954年ともされる）のデビュー後は、フランシス・ガボール（Francis Gabor）と名乗り、ジョン・ガボールことフリッツ・フォン・ゲーリングとのガボール・ブラザーズで東部地区にて活動。ヒールの偽兄弟タッグとして、1960年にはWWEの母体であるニューヨークのキャピトル・レスリング・コーポレーションにて、レッド・バスチェン&ルー・バスチェン、マーク・ルーイン&ドン・カーティス、ベアキャット・ライト&スウィート・ダディ・シキなどの人気チームと対戦した。
チーム解散後、バディ・オースチン（Buddy Austin）と改名し、フロリダではハンス・シュミットとのタッグなどで活動。中西部地区では
1961年にサニー・マイヤースやターザン・タイラーとNWAセントラル・ステーツ・ヘビー級王座を争った。
1963年にはキャピトル・レスリング・コーポレーションの後継団体WWWFに登場し、バディ・ロジャースの保持していたWWWF世界ヘビー級王座に何度となく挑戦。3月7日にはグレート・スコットと組んでロジャース&ジョニー・バレンドからUSタッグ王座を奪取、ベビーフェイスのポジションでスカル・マーフィー&ブルート・バーナードの凶悪コンビなどをチャレンジャーチームに防衛戦を行った。王座陥落後の1963年下期からはヒールに戻り、第2代WWWF世界ヘビー級王者のブルーノ・サンマルチノにも再三挑戦している。
1960年代後半はロサンゼルスのWWAを主戦場に活動。1966年8月5日にペドロ・モラレス、同年9月16日にボボ・ブラジル、1967年8月25日にアイアン・マイク・デビアスを下し、WWA世界ヘビー級王座を通算3回に渡って獲得した。WWAではフレッド・ブラッシーとの金髪コンビでも活躍し、1967年10月20日にモラレス&ビクター・リベラを破りWWA世界タッグ王座にも戴冠している。
WWA崩壊後は各地を転戦し、1969年4月16日にはハワイでリッパー・コリンズと組んでニック・ボックウィンクル&ボビー・シェーンからNWAハワイ・タッグ王座を、同年12月26日にはオーストラリアにてキング・イヤウケアをパートナーにスパイロス・アリオン&マリオ・ミラノからIWA世界タッグ王座をそれぞれ奪取している。キャリア末期となる1970年代初頭は古巣の中西部地区で活動し、1971年6月にボブ・オートンと組んでザ・ストンパー&ボブ・ガイゲルを破り、NWA北米タッグ王座を獲得した。
1981年8月12日、心臓発作のため死去。51歳没。晩年はキリスト教のミニスターに転じていた。

### 日本での活躍
1962年4月、日本プロレスの『第4回ワールドリーグ戦』に初来日。残留参戦した6月の選抜シリーズではマイク・シャープをパートナーに、6月4日に大阪府立体育館にて力道山&豊登からアジアタッグ王座を奪取した。以降も日本プロレスの常連外国人選手となり、1963年秋の再来日では11月5日に同所で力道山のインターナショナル・ヘビー級王座に挑戦したほか、力道山の最後の試合となった6人タッグマッチでの対戦相手にもなっている（12月7日、浜松市体育館における力道山、グレート東郷、吉村道明組vsオースチン、ザ・デストロイヤー、イリオ・ディパオロ組）。同年12月15日に力道山が死去した際にも日本に滞在しており、そのまま日本で年を越し、追悼試合および日本プロレスの新体制発足第1戦のメインイベントに出場した。
力道山死後の1967年2月の来日時には、2月7日に札幌中島スポーツセンターにて、新王者ジャイアント馬場のインターナショナル・ヘビー級王座に挑戦。馬場&アントニオ猪木のBI砲が保持していたインターナショナル・タッグ王座にも、1969年11月1日にデストロイヤー、同年12月4日にドリー・ファンク・ジュニアと組んで挑戦している。1971年9月開幕の『第2回NWAタッグ・リーグ戦』にはキラー・コワルスキーとのコンビで出場し、猪木&坂口征二と決勝を争った。
1972年9月には国際プロレスに初参戦。ストロング小林のIWA世界ヘビー級王座挑戦は同時参加していたビル・ロビンソンに譲ったものの、ビル・ドロモと組んで小林&グレート草津のIWA世界タッグ王座に挑戦し、金網デスマッチにも出場して小林や草津、ラッシャー木村と対戦。これが最後の来日となった（日本には残留参戦を含めて通算7回来日）。

## 得意技
- ドリル・ア・ホール・パイルドライバー
- ダイビング・ニー・ドロップ
- レッグ・シザーズ

## 獲得タイトル
チャンピオンシップ・レスリング・フロム・フロリダ
- NWA南部ヘビー級王座（フロリダ版）：1回[28]

NWAビッグタイム・レスリング
- NWAテキサス・ヘビー級王座：1回[29]

セントラル・ステーツ・レスリング
- NWAセントラル・ステーツ・ヘビー級王座：3回[6]
- NWA北米タッグ王座（セントラル・ステーツ版）：1回（w / ボブ・オートン）[16]

NWAミッドパシフィック・プロモーションズ
- NWAハワイ・タッグ王座：1回（w / リッパー・コリンズ）[14]

ワールド・ワイド・レスリング・フェデレーション
- WWWF USタッグ王座：1回（w / グレート・スコット）[8]

ワールドワイド・レスリング・アソシエーツ
- WWA世界ヘビー級王座：3回[12]
- WWA世界タッグ王座：1回（w / フレッド・ブラッシー）[13]

ワールド・チャンピオンシップ・レスリング
- IWA世界タッグ王座：1回（w / キング・イヤウケア）[15]

日本プロレス
- アジアタッグ王座：1回（w / マイク・シャープ）[18]